# 萊瑟姆 (密蘇里州)
萊瑟姆（英語：Latham）是位於美國密蘇里州莫尼托縣的普查規定居民點。

## 歷史
萊瑟姆的郵局自1892年營運至今。

## 人口
根據2020年美國人口普查的數據，萊瑟姆的面積為1.00平方千米，皆為陸地。當地共有人口69人，而人口密度為每平方千米69人。